# بومونت-ان-بین
بومونت-ان-بین (به فرانسوی: Beaumont-en-Beine) یک کمون در فرانسه است که در ان (ا-دو-فرانس) واقع شده‌است. بومونت-ان-بین ۵٫۴۱ کیلومتر مربع مساحت دارد ۱۰۰ متر بالاتر از سطح دریا واقع شده‌است.